# Dr. Martens

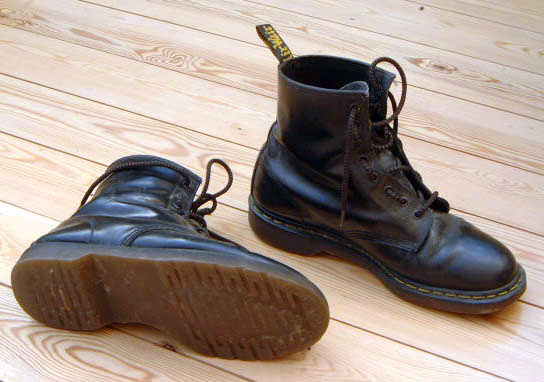
Buty Dr. Martens

Dr. Martens, także Doc Martens – marka obuwia charakteryzująca się poduszką powietrzną na pięcie, wynaleziona przez Niemca, doktora Klausa Märtensa; potocznie martensy.
W latach siedemdziesiątych i osiemdziesiątych XX w. obuwie firmy Dr. Martens używane było w subkulturach punków i skinheadów.

## Historia
Obuwie z poduszką powietrzną na pięcie zostało wynalezione przez niemieckiego lekarza dra Märtensa. Märtens, będąc na nartach w Alpach Bawarskich doznał kontuzji kostki, opracował więc rodzaj obuwia, które zapobiegłoby wstrząsom stopy. Pomysł wdrożył do masowej produkcji w 1949 r. wraz z Herbertem Funkiem, zakładając fabrykę w Monachium. W roku 1959 prawa do produkcji kupiła brytyjska firma R. Griggs Group Ltd. Angielski producent nadał butom charakterystyczny wygląd – dodał żółtą nić przy obszyciu podeszwy. Pierwsza para brytyjskich martensów pojawiła się na rynku w roku 1960. Wkrótce buty przyjęły się wśród subkultur muzycznych, a do ich popularności przyczynili się m.in. Pete Townshend i Iggy Pop.